# Pajulampi (sjö i Sotkamo, Kajanaland)
Pajulampi är en sjö i kommunen Sotkamo i landskapet Kajanaland i Finland. Den är 10,1 meter djup. Arean är 35 hektar och strandlinjen är 3,7 kilometer lång. Sjön  ingår i Uleälvens huvudavrinningsområde.   Den ligger omkring 59 kilometer sydöst om Kajana och omkring 470 kilometer norr om Helsingfors. 